# Кулик Сергій Володимирович
Сергій Володимирович Кулик (5 серпня 1958) — український дипломат. Тимчасовий повірений у справах України в Сполучених Штатах Америки.

## Біографія
Він має вчену ступінь в області міжнародної економіки, в 2001 році завершив програму підготовки керівних кадрів в Гарвардському університеті.
У 1982 році — працював другим секретарем Міністерства закордонних справ УРСР, був експертом делегації Української РСР на XXXVII сесію Генеральної Асамблеї Організації Об'єднаних Націй.
У 1991 році працював першим секретарем Постійного представництва України в ООН. Зі встановленням дипломатичних відносин 3 січня 1992 року між Україною та США, розпочав роботу над створенням українського посольства. Організацією українського представництва в США займалися крім нього, представник України в ООН Геннадій Удовенко та співробітник посольства СРСР Ігор Дунайський. Приміщення для представництва України в ООН було придбано по 51-й стріт в Нью-Йорку. Перепланування та капітальний ремонт в ньому профінансував американець українського походження Мирон Кукуруза.
До кінця 1992 року посольство України в США розміщувалося в офісі американського бізнесмена українського походження Юрія Чопівського. Він виділив три кімнати свого офісу в центрі Вашингтону.
У 1992 році — тимчасовий повірений у справах України в Сполучених Штатах Америки, до призначення послом Олега Білоруса.
З 1993 року — працював координатором програм Світового банку у відділі Європи і Центральної Азії, був постійним представником у Білорусі.
З 2009 року — координатор програм Світового банку по африканському континенту (Ліберія, Гана, Сьєрра-Леоне).